# Zuzana Mauréry

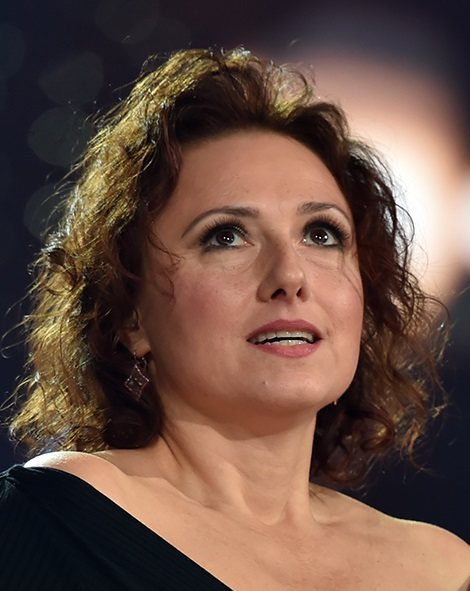
Zuzana Mauréry im Jahr 2016

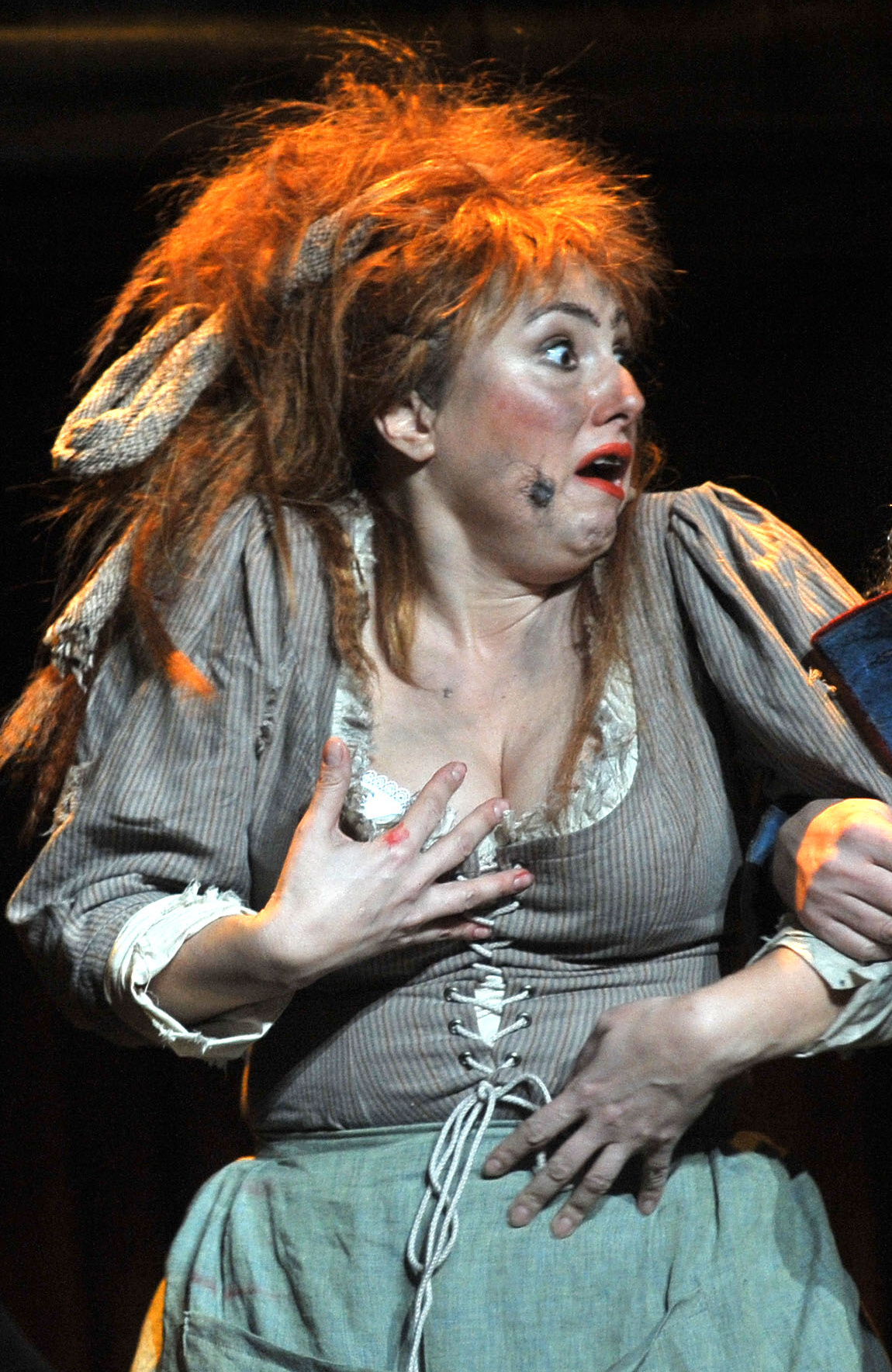
Die Künstlerin bei einer Theateraufführung im Jahr 2009

Zuzana Mauréry (* 23. September 1968 in Bratislava, Tschechoslowakei) ist eine slowakische Schauspielerin und Sängerin.

## Leben
Zuzana Mauréry wurde 1968 in Bratislava geboren und machte 1990 ihren Studienabschluss im Schauspiel an der Hochschule für Musische Künste Bratislava (VŠMU), wo sie unter anderem durch Martin Huba unterrichtet wurde. Anschließend arbeitete sie in Bratislava am Radošinské naivné divadlo (RND), wo sie in den meisten Produktionen der nachfolgenden Jahre wichtige Rollen spielte, bis sie das Theater im Jahr 2000 verließ, um als freiberufliche Schauspielerin tätig zu sein. In dieser Zeit begann sie zusätzlich mit Musicalauftritten und spielte unter anderem in Manche mögen es heiß, Grease, Cabaret, Hair oder Ganz oder gar nicht. Hier spielte sie nicht nur in der Slowakei, sondern auch im tschechischen Brünn. Auf der Bühne des Raimundtheaters in Wien spielte sie die Rolle Amme im Musical Romeo und Julia.
Auch in Film und Fernsehen machte sich Zuzana Mauréry einen Namen. Sie wurde zweimal für den Český lev („Böhmischer Löwe“) nominiert, einmal als Beste Hauptdarstellerin für den Film The Teacher (Originaltitel Učitelka) und einmal als Beste Hauptdarstellerin für den Film Colette. Sie wurde insgesamt fünfmal für den Slnko v sietu („Sonne im Netz“) nominiert und konnte ihn zweimal gewinnen.

## Filmografie
- 2007: Return of the Storks (Návrat bocianov)
- 2013: Colette
- 2013: Thanks, fine (Dakujem, dobre)
- 2016: The Teacher (Učitelka)
- 2017–2019: Maria Theresia (Fernsehserie)
- 2018: Dolmetscher
- 2018: Das Geheimnis des zweiköpfigen Drachen (Když draka bolí hlava, Keď Draka Bolí Hlava)
- 2020: The Man with Hare Ears (Muž so zajačími ušami)

## Auszeichnungen
- 2013: Slnko v sieti – Beste Hauptdarstellerin (in dem Film Dakujem, dobre)
- 2016: Slnko v sieti – Beste Hauptdarstellerin (in dem Film Učitelka)